# (2720) Pyotr Pervyj
(2720) Pyotr Pervyj es un asteroide perteneciente al cinturón de asteroides descubierto por Liudmila Vasílievna Zhuravliova el 6 de septiembre de 1972 desde el Observatorio Astrofísico de Crimea, en Naúchni.

## Designación y nombre
Pyotr Pervyj recibió al principio la designación de 1972 RV3.
Más tarde se nombró en honor del zar ruso Pedro I de Rusia (1672-1725), apodado «el Grande».

## Características orbitales
Pyotr Pervyj orbita a una distancia media del Sol de 2,33 ua, pudiendo alejarse hasta 2,807 ua y acercarse hasta 1,854 ua. Tiene una inclinación orbital de 3,29 grados y una excentricidad de 0,2045. Emplea en completar una órbita alrededor del Sol 1299 días.

## Características físicas
La magnitud absoluta de Pyotr Pervyj es 14. Está asignado al tipo espectral C de la clasificación SMASSII.